# Frozen (thương hiệu)
Frozen là một thương hiệu truyền thông của Disney được bắt đầu bởi bộ phim hoạt hình Mỹ năm 2013, Frozen, được đạo diễn bởi Chris Buck và Jennifer Lee từ một kịch bản của Lee và Peter Del Vecho sản xuất, với các bài hát của Robert Lopez và Kristen Anderson-Lopez. Giám đốc sáng tạo của Walt Disney Animation Studios John Lasseter từng là nhà sản xuất điều hành của bộ phim. Bộ phim gốc được lấy cảm hứng từ câu chuyện cổ tích của Hans Christian Andersen, "Nữ hoàng tuyết".
Kể từ khi bộ phim Frozen được phát hành vào tháng 11 năm 2013, nhượng quyền thương mại đã mở rộng rất nhanh. Đến nay, nhượng quyền thương mại bao gồm nhiều điểm tham quan công viên chủ đề Disney, hàng hóa, trò chơi video, sách, chương trình Disney on Ice, nhạc kịch sân khấu Broadway và hai bộ phim hoạt hình ngắn. Disney cũng đã xác nhận một phần tiếp theo của bộ phim hoạt hình, và một bộ sách mới. Vào tháng 11 năm 2014, TheStreet.com đã giải thích rằng "Frozen không còn là một bộ phim, nó là một thương hiệu toàn cầu, một thương hiệu lớn hơn cuộc sống được xây dựng xung quanh các sản phẩm, công viên chủ đề và phần tiếp theo có thể kéo dài trong thế kỷ tiếp theo". Nhà phân tích trưởng của Boxoffice, Phil Contrino, được trích dẫn rằng "thương hiệu này đã trở nên đồ sộ".

## Phim chiếu rạp

### Nữ hoàng băng giá III (2027)
Vào ngày 8 tháng 2 năm 2023, Giám đốc điều hành của Disney, Bob Iger tuyên bố rằng loạt phim này vẫn sẽ tiếp tục khi ông đưa ra tuyên bố về phần thứ ba của Frozen đang được thực hiện. Phần tiếp theo ban đầu được ấn định phát hành vào năm 2026, nhưng tại D23 Expo năm 2024, Disney Animation thông báo rằng phần thứ ba này sẽ được dời lại đến năm 2027.